# Nikita Mazepin
 Nikita Dmitrijevič Mazepin (* 2. března 1999, Moskva) je ruský jezdec Formule 1, v ročníku 2021 jezdec Haas F1 Team. Haas s ním a hlavním sponzorem Uralkali rozvázal spolupráci po ruské invazi na Ukrajinu. V roce 2018 se stal vicemistrem GP3 Series. Od roku 2023 Nikita Mazepin závodí v Asian Le Mans Series v britsko-jordánském týmu 99 Racing .

## Osobní život
Jeho otcem je Dmitrij Mazepin, ruský podnikatel, akcionář, předseda společnosti Uralchem Integrated Chemicals Company. Mazepin starší se snažil pro svého syna zajistit místo v F1 podobně jako Lawrence Stroll pro svého syna Lance - koupí týmu F1. Měl zájem o tým Force India ale nakonec jej koupil právě Stroll. Obdobně neuspěl tak u týmu Williams F1. U angažmá jeho syna v týmu Haas byl očekáván odkup týmu, neboť majitel týmu Gene Haas si nebyl jistý zda chce působit i nadále v šampionátu. Haas se před začátkem sezóny 2022 rozhodl s Nikitou Mazepinem rozvázat smlouvu s okamžitou platností. Stejně tak i se sponzorem URALKALI. Důvodem byla Ruská invaze na Ukrajinu. Nadále stojí v čele organizace podporující ruské sportovce, kteří museli neplánovaně ukončit působení ve sportovních soutěžích stejně jako Mazepin. Jeho působení ve formuli 1 bylo provázeno narážkami, protože byl známý svými nehodami a roztáčením, vznikla tak přezdívka „Mazespin“ – tedy v angličtině – spin – roztočit se. Na popularitě mu ani nepřidalo údajné znásilnění ruské dívky v autě, jež vyšlo na povrch před začátkem jeho kariéry v F1.
V březnu 2023 tribunál Evropské unie zrušil část sankce vůči Nikitovi Mazepinovi, ale návrat do soutěží Formule 1 byl omezen řadou podmínek. Zejména Nikita Mazepin musel podepsat prohlášení o neutralitě a míru. Také nesměl využívat finanční prostředky svého otce nebo jiných sankcionovaných osob. Zároveň by se kvůli své pověsti do královny motorsportu už těžko vracel. Následně ukončil kariéru závodníka a věnuje se studiu a podnikání. S fanoušky na instagramu sdílel svou velkou radost z odstranění sankcí. 
V březnu 2024 Evropský soud prvního stupně zrušil všechny přijaté sankce vůči Nikitě Mazepinovi  V září 2024 Evropská unie vyřadila Nikitu Mazepina ze sankčního seznamu 

## Kompletní výsledky
| Legenda k tabulce | Legenda k tabulce                                                                       |
| Barva             | Výsledek                                                                                |
| ----------------- | --------------------------------------------------------------------------------------- |
| Zlatá             | Vítěz                                                                                   |
| Stříbrná          | 2. místo                                                                                |
| Bronzová          | 3. místo                                                                                |
| Zelená            | Bodované umístění                                                                       |
| Modrá             | Nebodované umístění                                                                     |
| Modrá             | Dokončil neklasifikován (NC)                                                            |
| Fialová           | Odstoupil (Ret)                                                                         |
| Červená           | Nekvalifikoval se (DNQ)                                                                 |
| Červená           | Nepředkvalifikoval se (DNPQ)                                                            |
| Černá             | Diskvalifikován (DSQ)                                                                   |
| Bílá              | Nestartoval (DNS)                                                                       |
| Bílá              | Závod zrušen (C)                                                                        |
| Světle modrá      | Pouze trénoval (PO)                                                                     |
| Světle modrá      | Páteční testovací jezdec (TD)                                                           |
| Bez barvy         | Netrénoval (DNP)                                                                        |
| Bez barvy         | Vyřazen (EX)                                                                            |
| Bez barvy         | Nepřijel (DNA)                                                                          |
| Bez barvy         | Odvolal účast (WD)                                                                      |
| Bez barvy         | Nezúčastnil se (prázdné)                                                                |
| Označení          | Význam                                                                                  |
| Tučnost           | Pole position                                                                           |
| Kurzíva           | Nejrychlejší kolo                                                                       |
| †                 | Jezdec nedojel do cíle, ale byl klasifikován, protože odjel více než 90 % délky závodu. |
| ‡                 | Byl udělován poloviční počet bodů, protože bylo odjeto méně než 75 % délky závodu.      |
| Horní index       | Umístění bodujících jezdců ve sprintu                                                   |

### Formule 1
| Rok  | Tým                   | Šasi       | Motor                  | 1       | 2      | 3      | 4      | 5      | 6      | 7      | 8      | 9      | 10     | 11      | 12     | 13      | 14      | 15     | 16     | 17     | 18     | 19     | 20     | 21      | 22     | Body | Umístění  |
| ---- | --------------------- | ---------- | ---------------------- | ------- | ------ | ------ | ------ | ------ | ------ | ------ | ------ | ------ | ------ | ------- | ------ | ------- | ------- | ------ | ------ | ------ | ------ | ------ | ------ | ------- | ------ | ---- | --------- |
| 2021 | Uralkali Haas F1 Team | Haas VF-21 | Ferrari 065/6 1,6 V6 t | BHR Ret | EMI 17 | POR 19 | ESP 19 | MON 17 | AZE 14 | FRA 20 | STY 18 | AUT 19 | GBR 17 | HUN Ret | BEL 17 | NED Ret | ITA Ret | RUS 18 | TUR 20 | USA 17 | MXC 18 | SAP 17 | QAT 18 | SAU Ret | ABU WD | 0    | 21. místo |

### Evropská F3
| Rok  | Tým       | Motor    | 1         | 2        | 3        | 4        | 5         | 6        | 7        | 8        | 9         | 10       | 11       | 12       | 13       | 14       | 15       | 16       | 17       | 18       | 19       | 20        | 21       | 22        | 23       | 24       | 25        | 26       | 27       | 28      | 29       | 30        | PJ  | Body |
| ---- | --------- | -------- | --------- | -------- | -------- | -------- | --------- | -------- | -------- | -------- | --------- | -------- | -------- | -------- | -------- | -------- | -------- | -------- | -------- | -------- | -------- | --------- | -------- | --------- | -------- | -------- | --------- | -------- | -------- | ------- | -------- | --------- | --- | ---- |
| 2016 | Hitech GP | Mercedes | LEC 1 19  | LEC 2 12 | LEC 3 10 | HUN 1 EX | HUN 2 Ret | HUN 3 13 | PAU 1 16 | PAU 2 13 | PAU 3 Ret | RBR 1 14 | RBR 2 17 | RBR 3 14 | NOR 1 11 | NOR 2 11 | NOR 3 11 | ZAN 1 17 | ZAN 2 15 | ZAN 3 17 | SPA 1 12 | SPA 2 Ret | SPA 3 8  | NÜR 1 16  | NÜR 2 14 | NÜR 3 16 | IMO 1 13  | IMO 2 11 | IMO 3 15 | HOC 1 8 | HOC 2 10 | HOC 3 Ret | 20. | 10   |
| 2017 | Hitech GP | Mercedes | SIL 1 Ret | SIL 2 15 | SIL 3 7  | MNZ 1 11 | MNZ 2 10  | MNZ 3 11 | PAU 1 4  | PAU 2 7  | PAU 3 Ret | HUN 1 12 | HUN 2 11 | HUN 3 10 | NOR 1 10 | NOR 2 18 | NOR 3 10 | SPA 1 2  | SPA 2 7  | SPA 3 11 | ZAN 1 11 | ZAN 2 11  | ZAN 3 10 | NÜR 1 Ret | NÜR 2 11 | NÜR 3 16 | RBR 1 Ret | RBR 2 3  | RBR 3 2  | HOC 1 6 | HOC 2 6  | HOC 3 7   | 10. | 108  |

### GP3 Series
| Rok  | Tým            | 1         | 2          | 3         | 4         | 5          | 6         | 7         | 8         | 9         | 10         | 11        | 12        | 13        | 14        | 15        | 16          | 17        | 18        | Pos | Points |
| ---- | -------------- | --------- | ---------- | --------- | --------- | ---------- | --------- | --------- | --------- | --------- | ---------- | --------- | --------- | --------- | --------- | --------- | ----------- | --------- | --------- | --- | ------ |
| 2018 | ART Grand Prix | CAT FEA 1 | CAT SPR 10 | LEC FEA 2 | LEC SPR 5 | RBR FEA 13 | RBR SPR 7 | SIL FEA 2 | SIL SPR 7 | HUN FEA 1 | HUN SPR 12 | SPA FEA 5 | SPA SPR 1 | MNZ FEA 5 | MNZ SPR 3 | SOC FEA 2 | SOC SPR Ret | YMC FEA 5 | YMC SPR 1 | 2.  | 198    |

### Formule 2
| Rok  | Tým               | 1          | 2          | 3          | 4           | 5          | 6          | 7          | 8         | 9           | 10         | 11         | 12         | 13          | 14         | 15         | 16         | 17        | 18         | 19         | 20        | 21        | 22          | 23         | 24          | PJ  | Body |
| ---- | ----------------- | ---------- | ---------- | ---------- | ----------- | ---------- | ---------- | ---------- | --------- | ----------- | ---------- | ---------- | ---------- | ----------- | ---------- | ---------- | ---------- | --------- | ---------- | ---------- | --------- | --------- | ----------- | ---------- | ----------- | --- | ---- |
| 2019 | ART Grand Prix    | BHR FEA 19 | BHR SPR 13 | BAK FEA 8  | BAK SPR Ret | CAT FEA 17 | CAT SPR 14 | MON FEA 10 | MON SPR 8 | LEC FEA Ret | LEC SPR 16 | RBR FEA 12 | RBR SPR 11 | SIL FEA 16† | SIL SPR 12 | HUN FEA 12 | HUN SPR 15 | SPA FEA C | SPA SPR C  | MNZ FEA 11 | MNZ SPR 9 | SOC FEA 8 | SOC SPR Ret | YMC FEA 10 | YMC SPR 17† | 18. | 11   |
| 2020 | Hitech Grand Prix | RBR FEA 14 | RBR SPR 10 | RBR FEA 14 | RBR SPR 8   | HUN FEA 2  | HUN SPR 5  | SIL FEA 1  | SIL SPR 5 | SIL FEA 4   | SIL SPR 8  | CAT FEA 13 | CAT SPR 6  | SPA FEA 2   | SPA SPR 4  | MNZ FEA NC | MNZ SPR 8  | MUG FEA 1 | MUG SPR 18 | SOC FEA 7  | SOC SPR 2 | BHR FEA 5 | BHR SPR 2   | BHR FEA    | BHR SPR     | 3.* | 162* |